# Municipio Justo Briceño
El Municipio Justo Briceño es uno de los 23 municipios del Estado Mérida de Venezuela. Tiene 509 km² y según estimaciones del INE su población para 2010 será de 7538 habitantes. Su capital es la población de Torondoy. El municipio está dividido en dos parroquias, Torondoy y San Cristóbal de Torondoy.
La ganadería es una de las principales actividades económicas del municipio, ésta se hace con doble propósito. La agricultura se basa en las plantaciones de cambur, apio, cacao y frutales.

## Historia
El 23 de septiembre de 1867, la localidad de Torondoy fue erigida como parroquia civil, adquiriendo con ello su primera delimitación administrativa formal.
En 1904, con la promulgación de una nueva Ley de División Político-Territorial, se creó el Distrito Torondoy, conformado por las parroquias Piñango, Santa Apolonia y Torondoy.
Posteriormente, el 19 de enero de 1935, se acordó cambiar su denominación a Distrito Gómez; sin embargo, esta nueva designación tuvo breve vigencia, ya que en 1936 se estableció oficialmente el nombre de Distrito Justo Briceño, en honor al ilustre jurisconsulto venezolano del siglo xix.
En 1988, se produjo la separación del Municipio Tulio Febres Cordero del antiguo distrito, y ese mismo año se adoptó la denominación de Municipio Autónomo Justo Briceño. Finalmente, en 1992, conforme a los cambios en la organización político-territorial del país, se eliminó el calificativo de “autónomo”, quedando definitivamente como Municipio Justo Briceño.

## Ubicación
El Municipio está ubicado entre los 9º8’56” y 8º48’23” Latitud Norte, 70º51’59” y 71º5’54” Longitud Oeste, esto es al Nor-este del estado Mérida, en la zona Sur del Lago de Maracaibo. Limita al norte con los municipios Tulio Febres Cordero y Julio César Salas; al este con los municipios Julio César Salas y Miranda, al sur con los municipios Rangel y Libertador; y al oeste con los municipios Caracciolo Parra y Olmedo y Tulio Febres Cordero.

## Símbolos Naturales
- Árbol municipal: Bucare Ceibo

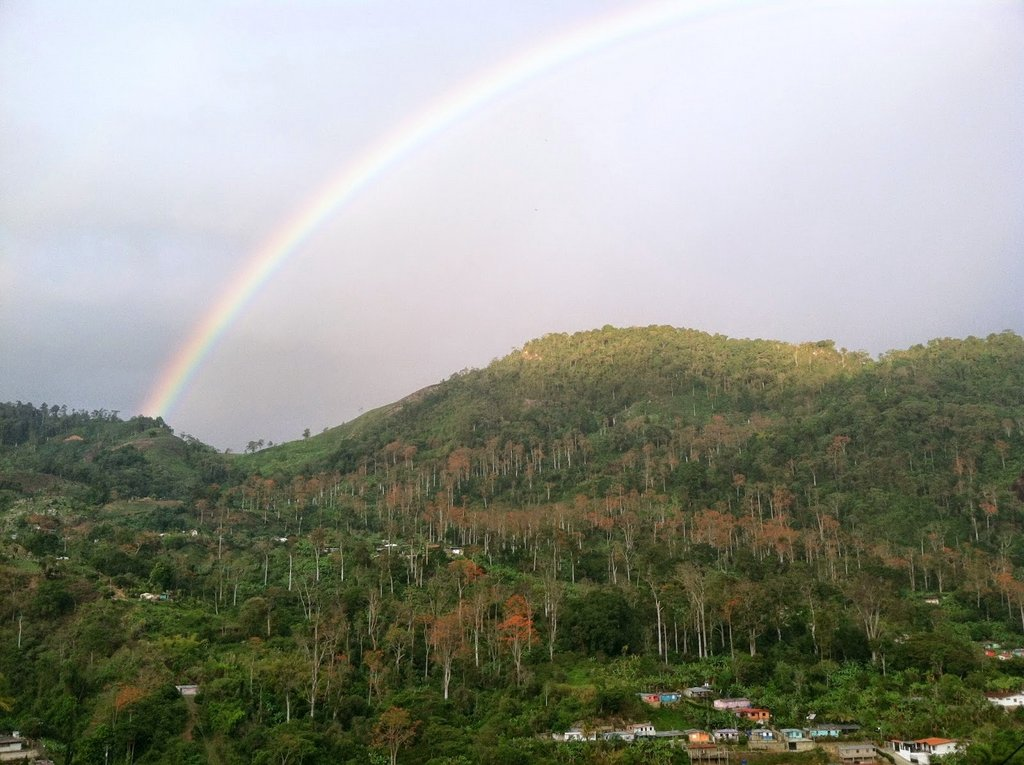
Bucare, árbol municipal de Justo Briceño

- Ave municipal: Tucán de Pico Negro

## Clima

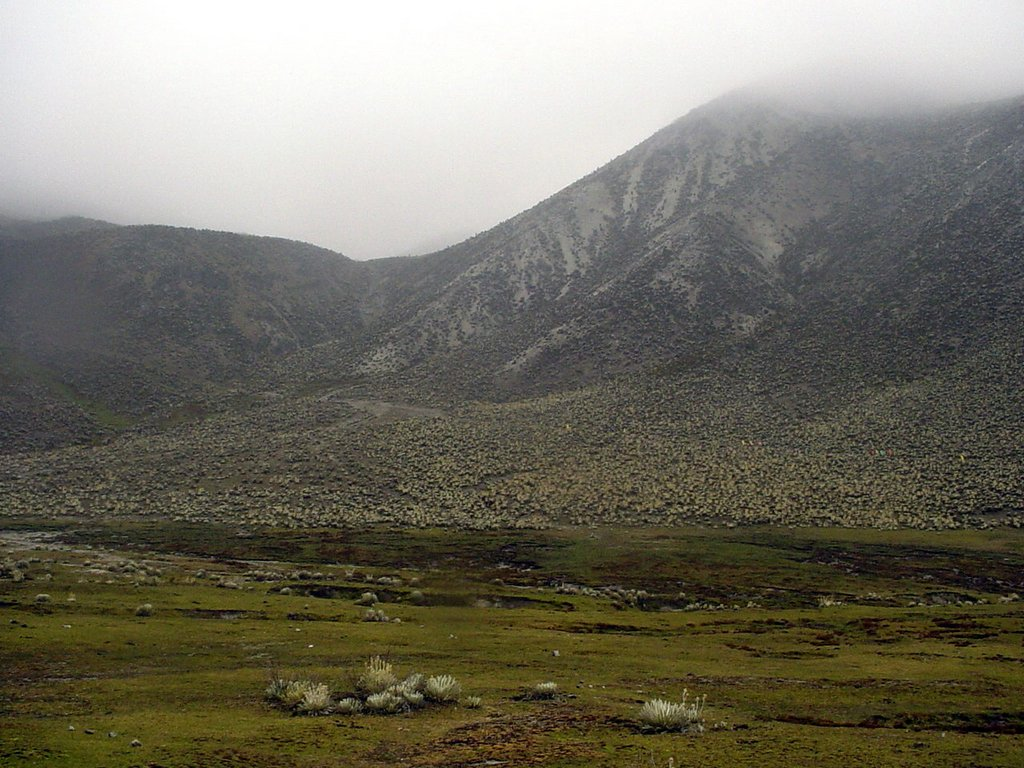
Páramo del municipio Justo Briceño

La temperatura promedio anual es de 16 °C con precipitaciones promedio de 1.250 mm. En las zonas de alto páramo se encuentran mínimas de hasta -6 °C y en las zonas bajas del municipio 34 °C . Las precipitaciones entre 933 mm y 1500 mm. La humedad relativa se ubica entre 30% y 60%. Los meses más fríos del año son diciembre y enero, y los más cálidos son mayo y junio.

## Hidrografía
Las aguas de la región se distribuyen en la vertiente del Caribe a través del lago de Maracaibo. Acá fluyen los Ríos Torondoy, Mucumamó, Mucumpate, Chirurí, Capiú, Arenoso. Existen gran cantidad de humedales alto-andinos en el Parque nacional Sierra de la Culata en el área que corresponde al Municipio Justo Briceño, son pequeñas lagunas de origen glacial, entre ellas se destacan la Laguna de Misaman (8º50’18,26”N 70º59’22,44”O), Laguna Botella (8º49’9,97”N 71º0’6,76”O), Laguna Negra (8º55’8,33”N 70º52’49,24”O), Lagunas Las Estrellas (8º58’2,50”N  70º52’23,97”O) en los límites con el Municipio Miranda mayor parte de ella están ubicadas sobre los 4.000 m s. n. m. Entre sus principales Quebradas: Mibabas, Las Canoas, Piedras Blancas, Los Hoyos, Zumbador, Mucumpís, Amarilla, Blanca, El Molino, La Guaca y San Rafael. El río con mayor caudal es el Torondoy, para el año de 1995 era de 11 m3/s, según información encontrada en el Balance Hídrico de Venezuela, MARNR.

## Geografía

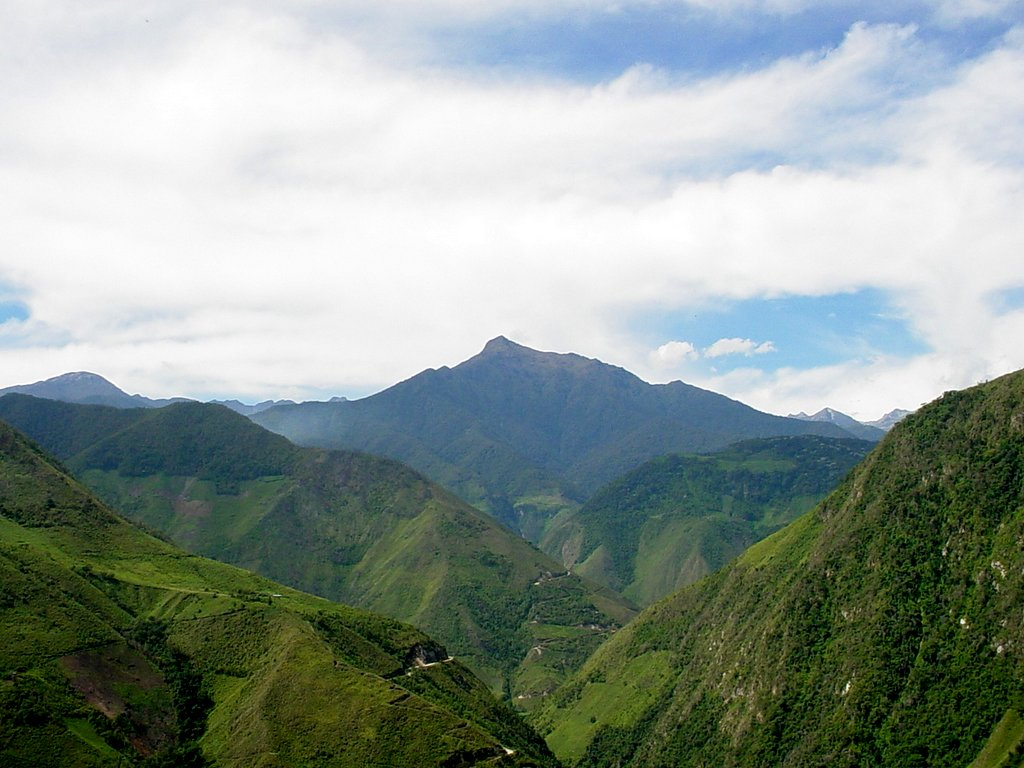
Pico de La Vieja

Es una región montañosa con pendientes altamente pronunciadas. Su territorio va desde los 240 m s. n. m. en el piedemonte surlaguense (9°6'22.14"N 71°3'17.85"O) hasta los 4694 m s. n. m. en el Pico Piedras Blancas (8°51'30.32"N  70°57'6.39"O). Cerca del 60% de su territorio se encuentra dentro del Parque nacional Sierra de la Culata. Uno de sus monumentos naturales es el Cerro la Vieja con una altura de 3900 m s. n. m. (8°55'20.19"N 70°58'10.71"O), otros picos relevantes son el Alto de Mucumamó, el Pico Las Pailas, el Pico Pan de Azuúar y el Pico Agua Blanca colindantes con el Municipio Rangel. 

## Parroquias
1. Parroquia San Cristóbal de Torondoy (San Cristóbal de Torondoy)
2. Parroquia Torondoy

## Principales poblaciones
1. Torondoy (1110 m s. n. m.)
2. San Cristóbal de Torondoy (1100 m s. n. m.)
3. El Niguas (1935 m.s.n.m.)
4. La Pica (565 m.s.n.m.)
5. Mucumpis (1515 m s. n. m.)
6. El Jumangal (1430 m s. n. m.)
7. La Cuesta (1116 m s. n. m.)
8. El Cogollal (1120 m s. n. m.)
9. Los Trementinos (470 m s. n. m.)
10. San Rafael (950 m s. n. m.)
11. Los Toritos (1575 m.s.n.m.)
12. El Ceibal (1045 m.s.n.m.)
13. Alto de Mucutubán (1185 m.s.n.m.)
14. El Mene (718 m.s.n.m.)

## Política y gobierno

### Alcaldes
| Período     | Alcalde               | Partido político / Alianza | % de votos | Notas |
| ----------- | --------------------- | -------------------------- | ---------- | --- |
| 1989 - 1992 | Luis Alberto González |                            | 66,55      | Primer alcalde bajo elecciones directas                                                                                |
| 1992 - 1995 | Víctor Matheus        |                            | 77,85      | Segundo alcalde bajo elecciones directas                                                                               |
| 1995 - 2000 | Víctor Matheus        |                            | -          | Reelecto (se realizaron elecciones generales adelantadas en el 2000 debido a la aprobación de la Constitución de 1999) |
| 2000 - 2004 | Víctor Matheus        |                            | 65,31      | Reelecto |
| 2004 - 2008 | Víctor Matheus        |                            | 51,07      | Reelecto |
| 2008 - 2013 | Benito González       |                            | 50,19      | Tercer alcalde bajo elecciones directas (se postergan 1 año las elecciones municipales pautadas para finales del 2012) |
| 2013 - 2017 | Benito González       |                            | 52,94      | Reelecto |
| 2017 - 2021 | Benito González       |                            | 59,24      | Reelecto |
| 2021 - 2025 | Luis Balza            |                            | 52,27      | Cuarto alcalde bajo elecciones directas                                                                                |

### Concejo municipal
Período 1989 - 1992
| Concejales:             | Partido político / Alianza |
| ----------------------- | -------------------------- |
| José Ignacio Rendón     | COPEI                      |
| Victor Matheus          | COPEI                      |
| José Tomas Villarreal   | COPEI                      |
| Pedro Damián Sánchez    | COPEI                      |
| Etranon Ramirez Cabrera | AD                         |

Período 1992 - 1995
| Concejales:           | Partido político / Alianza |
| --------------------- | -------------------------- |
| Luis Alberto González | COPEI                      |
| José Quintero Bonilla | COPEI                      |
| Luis Balza            | COPEI                      |
| Pedro Damián Sánchez  | COPEI                      |
| Edecio López          | AD                         |

Período 1995 - 2000
| Concejales:          | Partido político / Alianza |
| -------------------- | -------------------------- |
| José Albarran        | COPEI                      |
| Pedro Damián Sanchez | COPEI                      |
| Luis Balza           | COPEI                      |
| Levano Briceño       | AD                         |
| Guillermo Rivera     | CONVERGENCIA               |

Período 2000 - 2005
| Concejales:       | Partido político / Alianza |
| ----------------- | -------------------------- |
| Luis Balza        | COPEI                      |
| José Albarran     | COPEI                      |
| Trino Parra       | COPEI                      |
| Carlos Villamizar | COPEI                      |
| Naudis Nava       | MVR                        |

Período 2005 - 2013
| Concejales:     | Partido político / Alianza |
| --------------- | -------------------------- |
| Luis Balza      | COPEI                      |
| José Albarrán   | COPEI                      |
| Luis Rangel     | COPEI                      |
| Rafael Molina   | COPEI                      |
| Benito González | MVR                        |

Período 2013 - 2017:
| Concejales           | Partido político / Alianza |
| -------------------- | -------------------------- |
| Jean Carlos Calderón | PSUV                       |
| Virgilio Rondon      | PSUV                       |
| Manuel Simancas      | PSUV                       |
| Cesar Briceño        | MUD                        |
| Luis Rangel          | MUD                        |

Período 2018 - 2021:
| Concejales           | Partido político / Alianza |
| -------------------- | -------------------------- |
| Ehyber Salcedo       | PSUV                       |
| Lisbeth Gonzalez     | PSUV                       |
| Ramon Ramirez        | PSUV                       |
| Jean Carlos Calderón | PSUV                       |
| Francisco Villarreal | COPEI                      |

Período 2021 - 2025
| Concejales           | Partido político / Alianza |
| -------------------- | -------------------------- |
| Pedro Sánchez        | MUD                        |
| Mireya Villasmil     | MUD                        |
| Ylva Nava            | MUD                        |
| Enderson Salcedo     | MUD                        |
| Jean Carlos Calderón | PSUV                       |